# Durio macrophyllus
Durio macrophyllus är en malvaväxtart som först beskrevs av George King, och fick sitt nu gällande namn av Henry Nicholas Ridley. Durio macrophyllus ingår i släktet Durio och familjen malvaväxter. Inga underarter finns listade i Catalogue of Life.